# Sophie Schubert
Sophie Schubert (* 26. Februar 1997 in Bretten) ist eine deutsche Volleyballspielerin.

## Karriere
Schubert begann mit dem Volleyball beim TV Bretten. Nachdem sie für den SV Karlsruhe-Beiertheim und den MTV Stuttgart gespielt hatte, wechselte sie  2011 zum VC Olympia Dresden. 2013 holte sie der Nachwuchs-Bundestrainer Jens Tietböhl zum VC Olympia Berlin. Im Frühjahr 2015 spielte sie für den deutschen Bundesligisten Köpenicker SC. 2017 kehrte Schubert zurück zum SVK Beiertheim in die 3. Liga Süd.